# عبد الرحمن الزاهر
عبد الرحمن الزاهر (بالإندونيسية: Habib Abdoe'r Rahman Alzahier) (1833–1896) هو قائد سياسي وتاجر عربي مسلم من نسل آل البيت لعب دورًا رئيسيًا في حرب آتشيه ضد الاحتلال الهولندي لإقليم آتشيه. شغل منصب رئيس الوزراء ووزير الخارجية في مملكة آتشيه دار السلام.

## النشأة والتعليم
- الميلاد: وُلد عام 1833 في قرية بدقراء بولاية مليبار الهندية، لأسرة حضرمية تنتمي إلى السادة العلويين.
- النسب: ينتهي نسب السيد عبد الرحمن الحبيب الزاهر إلى السيد الشريف أحمد (المهاجر) ابن السيد عيسى (النقيب) ابن السيد محمد بن علي (العريضي) ابن الإمام جعفر الصادق (عليه السلام). والى هذا السيد ــ أحمد المهاجر ـــ المولود عام (273هـ) يرجع أغلب العلويين في أندونيسيا وحضرموت
- التعليم:

```
 * تلقى تعليمه المبكر في مصر 
بالجامع الأزهر
، ثم في 
مكة المكرمة
 على يد علماء مثل 
أحمد زيني دحلان
.
 * درس في 
كلكتا
 بالهند، وتعمق في العلوم الشرعية والفقه الإسلامي.
```

## الألقاب والمناصب
- رئيس الوزراء: شغل منصب المستشار الأول للسلطان محمود شاه.
- قائد سياسي[1]
- تاجر[2]
- وزير خارجية[3]
- قائد مقاومة[4]
- آخر رجالات الدولة العثمانية[5]
- مفكر ديني: أصدر فتاوى تحرم الاحتفالات التقليدية المخالفة للشريعة، وفقًا لدراسة نُشرت في مجلة "تاريخ الإسلام في آسيا". [6]* *
- باشا: منحه السلطان العثماني عبد الحميد الثاني لقب "باشا" عام 1875 لدوره في تعزيز التحالف العثماني-الآتشي. [7]
- مهراجا[2]
- جمعدار: أشرف على إدارة الموارد العسكرية خلال حرب 1873، كما ورد في مراسلاته مع الكابتن الهولندي. [8]* رئيس الوزراء[3]
- الوصي على السلطان محمود اسكندر[5]
- قائم مقام: عُين ممثلًا عثمانيًا في آتشيه بواسطة الصدر الأعظم العثماني، وفقًا لمرسوم سلطاني مؤرخ في 12 رجب 1282 هـ. [9]

## دوره في آتشيه

### الوصول إلى آتشيه
- وصل عام 1864 بتفويض من السلطان العثماني، وعُين رئيسًا للقضاة وإمامًا للمسجد الكبير "بيت الرحمن" في باندا آتشيه.
- قاد إصلاحات اجتماعية ودينية، مثل محاربة القمار وتدخين الأفيون، وترميم المساجد.

### توحيد القبائل والزعماء
- نجح في كسب ثقة السلطان إبراهيم منصور شاه، وقاد حملات عسكرية ودبلوماسية لوأد الفتن بين زعماء آتشيه.
- وحَّد القبائل تحت قيادة السلطان الشاب محمود شاه، مستخدمًا تفويضًا عسكريًا لإخضاع المتمردين في مناطق مثل تجوت بوتا والمتنغه.

### التحضير للجهاد
- حذَّر من التوسع الهولندي، وجمع التبرعات لشراء الأسلحة وإعادة بناء التحصينات.
- أصدر فتاوى بوجوب الجهاد، وحثَّ على مقاومة الاحتلال بوصفه "دفاعًا عن دار الإسلام".

## الحرب الهولندية-الآتشية (1873–1904)

### الغزو الهولندي الأول (1873)
- قاد المقاومة ضد الحملة الهولندية بقيادة الجنرال كولر، وألحق بهم خسائر كبيرة أجبرتهم على الانسحاب.
- وصفته التقارير الهولندية بأنه "العقبة الأكبر أمام السيطرة على آتشيه".

### المفاوضات الدولية
- سافر إلى إسطنبول عام 1873، وحصل على دعم رمزي من السلطان العثماني، لكن الضغوط الأوروبية (خاصة روسيا وبريطانيا) منعت تدخلًا عسكريًا مباشرًا.
- تفاوض مع البريطانيين في سنغافورة وبينانغ، لكن دون نتيجة بسبب اتفاقية لندن-هولندا (1824).

### الغزو الثاني (1874)
- رغم تفشي الكوليرا ونقص الإمدادات، قاد المقاومة حتى استسلام السلطان محمود.
- انسحب إلى المناطق الداخلية، ونظَّم هجمات حرب العصابات ضد الهولنديين.

## مجلس الثمانية
- التأسيس: مجموعة من النخب الآتشية والعرب في بينانغ (ماليزيا)، هدفها دعم المقاومة ماليًا وعسكريًا.
- الأنشطة:

```
 * جمع التبرعات من تجار الفلفل والأسلحة عبر الحصار الهولندي.
 * نشر الدعاية المناهضة للاستعمار في صحف مثل 
نيويورك تايمز
 
والبصيرة التركية
.
```

- الأعضاء البارزون:

```
 * 
تبوكو بابا
 (زعيم مالي مؤثر).
 * 
الشيخ أحمد باشعيب
 (تاجر عربي ثري).
 * 
تبوكو إبراهيم
 (ممثل السلطان في المنفى).
```

## الاستسلام والإرث

### الاستسلام (1878)
- استسلم بعد أن تداعت صفوف المقاومة تحت ضغط الهولنديين وشرائهم أو اعتقالهم لقيادات ثورية عدة بحسب ما ذكره المؤرخ محمد سعيد ميدان،[10] وتم نفي الحبيب الزاهر وإجباره على الإقامة في مكة حتى وفاته.[7]
- نُفي إلى مكة، حيث واصل كتابة مذكراته حتى وفاته عام 1896.

### الإرث
- يُعتبر **بطلًا قوميًا** في إندونيسيا، خاصة في آتشيه التي تحتفل بذكراه كرمز للمقاومة.
- ألهم حركات التحرر في جنوب شرق آسيا والعالم الإسلامي، مثل ثورة الريف في المغرب بقيادة عبد الكريم الخطابي.
- كُرِّسَ له بحوث أكاديمية، مثل كتاب **"الحق الباهر في سيرة المجاهد عبدالرحمن الزاهر"** للكاتبة شفاء مصطفى علي عبدالرحمن الزاهر، وهو جدها الثاني من أبيها، ووثّق الكتاب سيرته بدقة عبر عدة مصادرة أجنية وأندونيسية وعربية وتركية.
- في عام 2021، أطلقت حكومة آتشيه اسمه على شارع رئيسي في باندا آتشيه، كما أعلن الحاكم نوفريان دهاش. [11]